# Laude (Groninga)
Laude (52° 56′ N, 7° 08′ L) é uma cidade dos Países Baixos, na província de Groninga. Laude (Groninga) pertence ao município de Westerwolde, e está situada a 23 km, a nordeste de Emmen.
A área de Laude, que também inclui as partes periféricas da cidade, bem como a zona rural circundante, tem uma população estimada em 40 habitantes.